# Антикоронне кільце

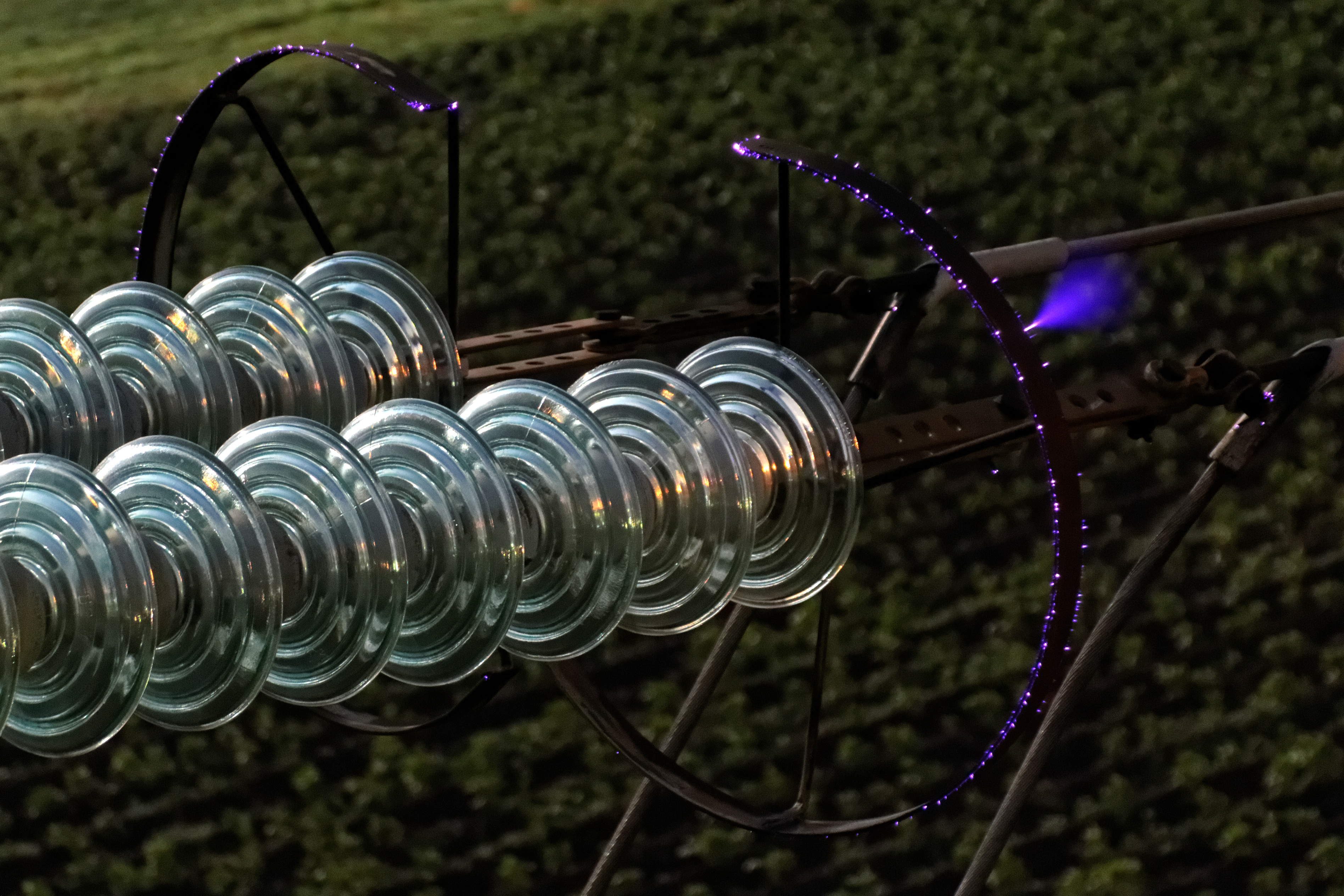
Рівномірний розподіл коронного розряду на лінії електропередач 330 кВт на антикоронному кільці (фіолетові цяточки)

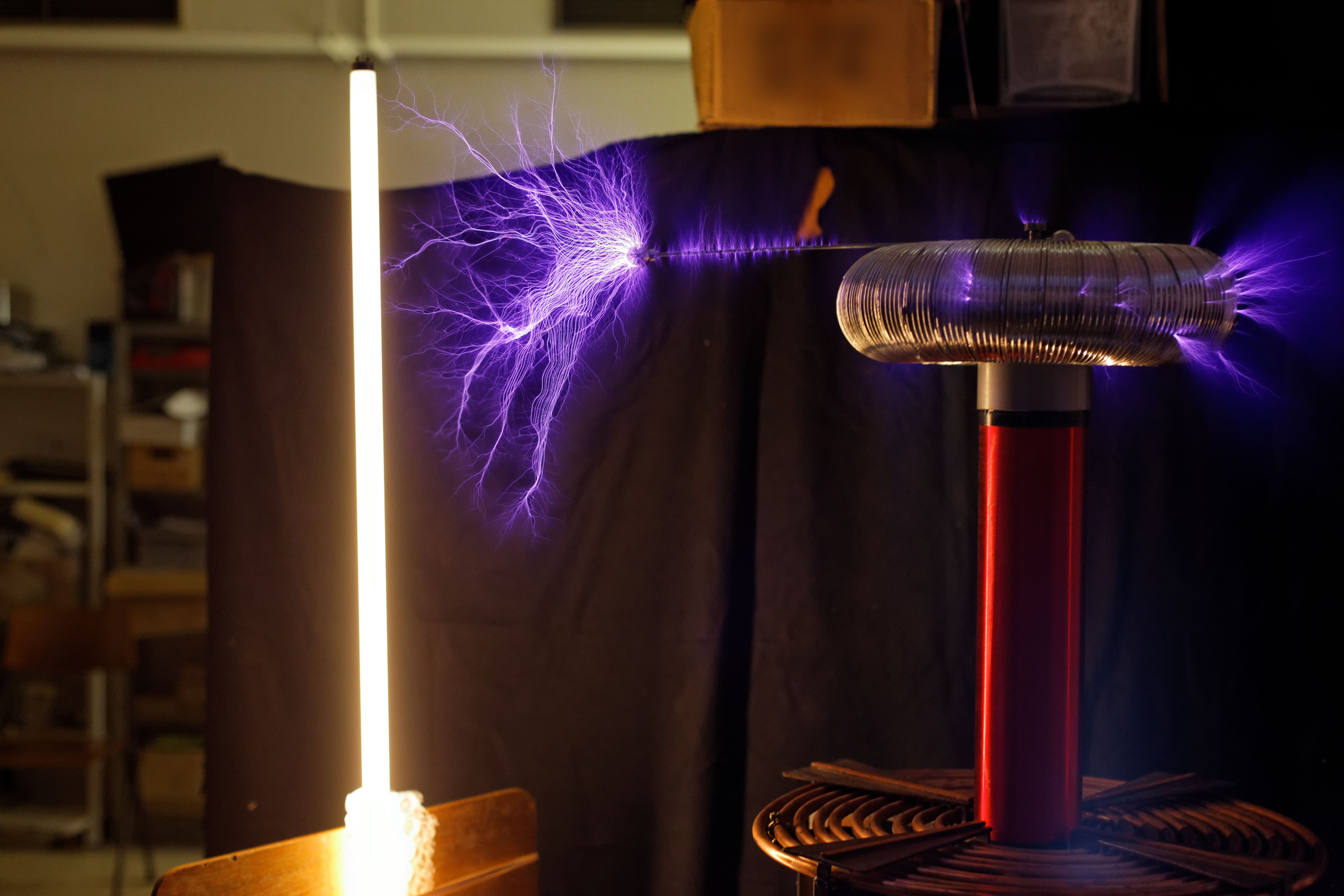
Коронний розряд з поверхні котушки Тесли, який нерівномірно розподілений унаслідок встановлення голки, утворюючи на її кінчику найбільшу густину електромагнітного поля та довгий стовбур розряду в повітрі

Антикоронне кільце, коронне кільце або полевирівнююче кільце — повний або неповний тороїдальний елемент, який розміщується біля ізоляторів при кріплені дротів лінії електропередач зі сторони провідника під напругою з метою зменшення коронного розряду. Виконується із провідникового матеріалу та служить для рівномірного розподілу електромагнітного поля навколо нерівномірних елементів кріплення дротів, мінімізує коронні розряди шляхом їхнього розсіювання по всій поверхні кола. Із збільшенням класу напруги, можливе розміщення декількох кілець для захисту ізоляторів при поворотах дроту. Оптимальна форма, розмір, та діаметр антикоронного кільця моделюється для типів кріплень та класів напруг окремо. Полевирівнююче кільце може бути паралельно частиною системи дугозахисту ізоляторів виконуючи функцію протирозрядних рогів — у такому разі конструкція може набувати форму двох або декількох кілець які встановлюються по всій протяжності довгих ізоляторів а також зі сторони заземленої арматури. Відмінністю від протирозрядних елементів колового виконання в окремих конструкціях леп є те, що остані використовуються як захист ізоляторів від руйнування під час атмосферних перенапруг.

## Передумови
Коронний розряд є однією із вагомих причин втрат при транспортуванні електроенергії, причому, із збільшенням напруги, ростуть втрати на коронні розряди. Також, коронний розряд, наряду з вологою та брудом провокує пробій несучих ізоляторів на ЛЕП. Довгі стовбури коронних розрядів спричиняють шумове забруднення довкола лінії електропередач, та створюють радіоперешкоди. На ЛЕП високих та надвисоких напруг економічно обгрунтованою є боротьба із коронним розрядом.

## Принцип роботи
При підвісці дротів, арматура підвіски, кріплення, зажими підвіски роблять повороти У просторі — таким чином підвищуючи густину електромагнітного поля своїми найбільш виступаючими елементами арматури кріплення — точки найбільшого виступання почитають «коронувати» утворюючі стовбури іонізації в повітрі. Кільце, яке знаходиться навколо кінцевих ізоляторів гірлянди переносить подалі від ізоляторів місце коронного розряду та розподіляє його рівномірно по всій своїй поверхні, унеможливючи утворення поодиноких довгих коронних розрядів які частково можуть пробивати ізоляцію погіршуючи характеристики лінії. Із збільшенням діаметру коронного кільця покращуються його робочі характеристики у плані розрідження густини електромагнітного поля.